# Friedrich Meinecke
Friedrich Meinecke (Salzwedel, Prusia, 30 de octubre de 1862 - Berlín, 6 de febrero de 1954) fue el principal historiador alemán de la primera mitad del siglo XX y, junto con su maestro Wilhelm Dilthey, padre fundador de la moderna historiografía intelectual.
Meinecke fue profesor en Estrasburgo (1901), Friburgo de Brisgovia (1906) y en Berlín (1914-28) y fue editor de la Historische Zeitschrift, la revista histórica más importante de Alemania, desde 1896 hasta que fue despedido durante el régimen nazi en 1935.
El desarrollo intelectual de Meinecke fue desde ser un admirador de Bismarck y un Estado poderoso, hasta un liberal moderado que enfatizó los valores humanistas del pasado alemán.